# Barbara Steele
Barbara Steele   (Birkenhead, 29 de desembre de 1937) és una actriu i productora de cinema britànica coneguda per la seva participació en pel·lícules de terror gòtiques italianes, incloent La Maschera del demonio (1960), on va interpretar el doble paper d'Asa i la princesa Katia Vajda.
A més, Steele va tenir papers secundaris a 8½ (1963) de Federico Fellini, i va aparèixer a la televisió a la minisèrie Dark Shadows de 1991. Steele ha aparegut en diverses pel·lícules a la dècada de 2010, incloent un paper principal a The Butterfly Room (2012) i un paper secundari a Lost River de Ryan Gosling (2014).

## Reina pionera del terror dels anys seixanta
Si hi ha una diva entre les dives de la terror, una "Scream Queen" de rellevància internacional i perfectament recognoscible pels veritables amants del gènere de l'esgarrifança, és sens dubte Barbara Steele. I és així des que, al començament de la seva carrera, el 1960, va protagonitzar la pel·lícula que la va consagrar immediatament com a reina entre les reines de el crit terrorífic a la pantalla gran: La maschera del demonio, dirigida per Mario Bava, mestre i motor de l'evolució del gènere de terror a Itàlia. Interpretar la princesa condemnada per bruixeria executada brutalment va posar els ulls de Barbara Steele dilatats pel dolor, l'espant i finalment l'ànsia de venjança en la memòria històrica del gènere, constituint-a partir d'aquest moment en una imatge icònica de cinema de terror. Tal va ser l'impacte del llargmetratge, d'aquestes escenes i, sobretot, de la seva interpretació, que tot i que la van citar equivocadament com Barbara Steel en els crèdits d'obertura de la pel·lícula, va quedar llançada internacionalment com a nou rostre del terror dels anys seixanta, època particularment interessant per a aquest gènere pels canvis que es van imposar en ell des d'una societat que demanava a crits una evolució de les faules inquietants en cinema i televisió més enllà dels contes fantàstics gòtics.
El terror es va enfortir en els seixanta, i amb el terror es va enfortir ràpidament la fama i la popularitat de la protagonista de La maschera del demonio. L'assumpte té més mèrit tenint en compte que l'actriu va tenir nombrosos desencontres amb el director al llarg de tot el rodatge, discrepant respecte a l'abundant escot que lluïa el seu personatge o abominant de la perruca que li havia caigut a sort. El de l'escot només va ser el principi de la inseguretat que despertaven en l'actriu, com a pionera, els canvis d'un gènere en creixent fase de sexualització en els anys seixanta, fins al punt que va arribar a negar-se a assistir a una jornada de rodatge perquè temia que Bava anava a obligar-la a interpretar una seqüència totalment nua.
Evidentment, l'erotisme del seu personatge formava part essencial de la proposta, ja que s'explotava tal assumpte com a camí cap a la venjança, però la mateixa actriu va reconèixer posteriorment que en el moment en què participà en aquest rodatge es va mostrar com una col·laboradora reticent, fins i tot difícil, perquè li faltava confiança en aquest territori i a més no parlava italià, el que creava malentesos entre ella i el director. El fet que no li passessin a Steele el guió complet, sinó només pàgina a pàgina diàriament durant el rodatge, tampoc facilitava que confiés més en el que li proposaven.
Convé considerar d'altra banda que el mateix director i el seu equip també estaven exercint com a pioners debutants, ja que per a Bava era el seu primer llargmetratge, tot i que anteriorment havia rodat documentals i co-dirigit diversos llargs sense aparèixer en els crèdits, i a més durant la dictadura de Mussolini el terror havia estat prohibit a Itàlia, el que feia que La Maschera del demonio fos la tercera pel·lícula d'aquest gènere produïda al país fins a aquest moment. I aprofitant per aclarir aquí que el gènere fantàstic en general, i sobre tot el de terror, solen ser prohibits, censurats i molt vigilats en totes les dictadures, sigui quina sigui la seva inclinació política d'aquestes, cap a la dreta o l'esquerra.
Sigui com sigui, a l'any següent Steele es va posar a les ordres de Roger Corman en la segona pel·lícula del cicle d'adaptacions de Edgar Allan Poe amb la qual el director va deixar una empremta en el tractament de la terror dins i fora dels Estats Units. The Pit and the Pendulum, el que va reforçar la seva presència al mercat nord-americà, garantint una continuïtat professional que anava a portar-la a treballar a banda i banda de l'Atlàntic durant la resta de la seva carrera, tant en cinema com en televisió.

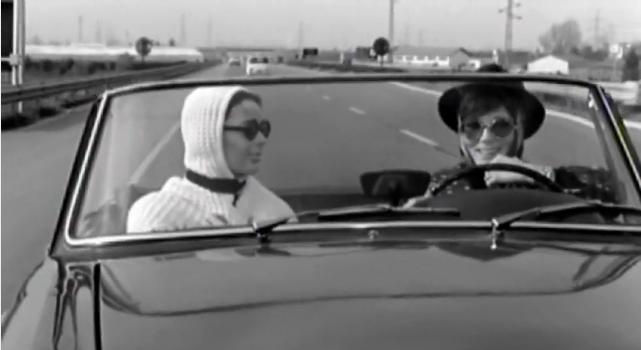
Steele i Germani en el film I maniaci

Formada a l'Escola d'Art de Chelsea i a la Sorbona a París, Barbara Steele volia dedicar-se a la pintura i per això s'havia format en Belles arts, però als vint anys va optar per acceptar alguns treballs com a actriu, que en diverses ocasions van acabar descartats al terra de la sala de muntatge o es van limitar a una sola línia en un personatge més que secundari, cas del seu debut, un paper com a estudiant en la comèdia britànica Bachelor of Hearts. Tot i que va aconseguir un contracte amb l'estudiant britànic Rank, el seu futur, com hem vist, no era al seu país d'origen, sinó a Itàlia, on va aconseguir rellevància participant en diverses produccions de terror.
Rank va vendre el seu contracte a la 20th Century Fox nord-americana, i Steele va provar sort a Hollywood amb un bon contracte que no obstant això la va tenir gairebé un parell d'anys sense feina, participant després de forma fallida en el rodatge del "western" Flaming Star, protagonitzada per Elvis Presley. El que hauria pogut ser un motiu de llançament definitiu d'una carrera a l'altre costat de l'Atlàntic es va convertir en un mal primer pas quan va tenir un enfrontament amb el director Don Siegel, i va acabar abandonant la pel·lícula per ser substituïda per Barbara Eden, l'etiqueta de actriu conflictiva no era la millor per començar a treballar en els estudis nord-americans.
No obstant això, a Itàlia va aconseguir un paper interessant presentant-se al càsting de Fellini 8½, obra mestra de Federico Fellini, on va destacar malgrat la brevetat de la seva contribució a la pel·lícula, fins i tot s'afirma que Fellini volia donar-li més paper, però ella tenia ja l'agenda ocupada amb un altre encàrrec de terror L'orribile segreto del Dr. Hichcock, que possiblement va ser un punt d'inflexió en la carrera d'aquesta actriu que va quedar decantada des d'aquest moment cap al gènere del calfred, en què destacaria també a Dance Macabre i Cursi of the Crimson Altar. Fellini la va recuperar per a interpretar el paper d'una alquimista veneciana en la seva pel·lícula Casanova, tot i que finalment el seu treball en aquest llargmetratge va ser eliminat de el muntatge exhibit en cinemes.

## Casada amb Poe
No deixa de ser paradoxal que la diva de la terror que no volia ser-ho i tenia aspiracions per destacar com a actriu en altres gèneres acabés casant amb un guionista nord-americà que responia pel nom de James Poe. Van contreure matrimoni el 1969 i el seu divorci va ser oficial el 1978. Fruit d'aquest matrimoni va néixer el fill de l'actriu, Jonathan Jackson Poe, nascut l'11 d'agost de 1970 a Los Angeles, i va poder néixer també una possibilitat d'obrir els seus horitzons professionals per l'actriu perquè el seu marit va escriure el guió de They Shoot Horses, Do not They?, pensant en ella per al paper d'Alice LeBlanc, que no obstant això va acabar interpretant en la pel·lícula Susannah York perquè Barbara no va poder rodar la pel·lícula. Segon punt d'inflexió en la seva carrera que podria haver-li donat horitzons més amplis professionalment.
A més de la seva carrera com a actriu, Steele va exercir també com a productora a la minisèrie The Winds of War i War and Remembrance, i va aconseguir nova rellevància interpretant el paper de la doctora Julia Hoffman i la comtessa Natalie Du Pres en el remarke de la sèrie mítica de terror Dark Shadows, titulat en el nostre país Vampirs.